# 马坡乡 (榆中县)
马坡乡，是中华人民共和国甘肃省兰州市榆中县下辖的一个乡镇级行政单位。

## 行政区划
马坡乡下辖以下地区：
河湾村、马坡村、窑沟村、哈班岔村、羊上村、羊下村、后沟村、张家寺村、太平沟村、尖山村、马莲滩村、上庄村、白家堡村、旧庄沟村和阳屲村。